# Бода-бода

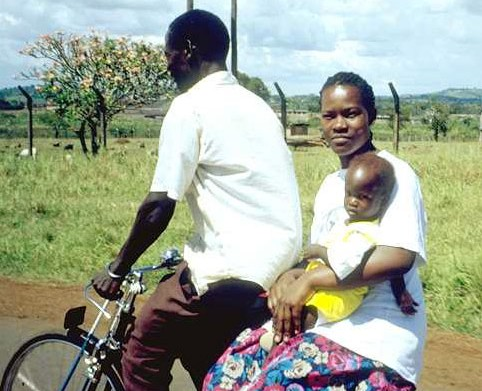
Велосипедное такси бода-бода в Уганде

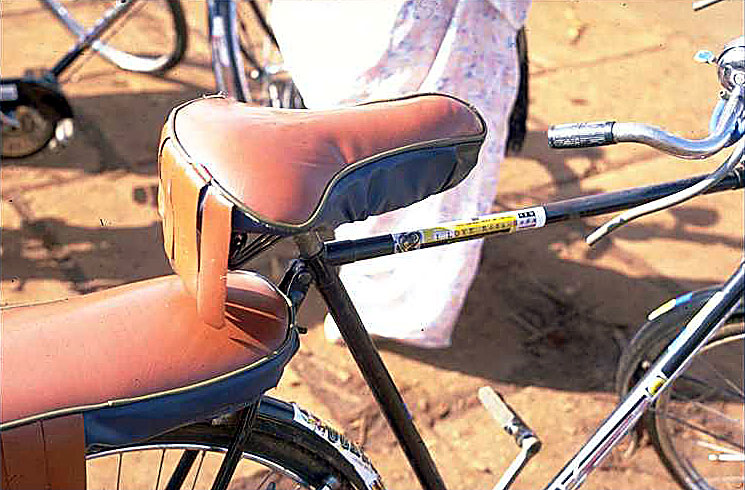
Пассажирское сиденье на велосипеде бода-бода

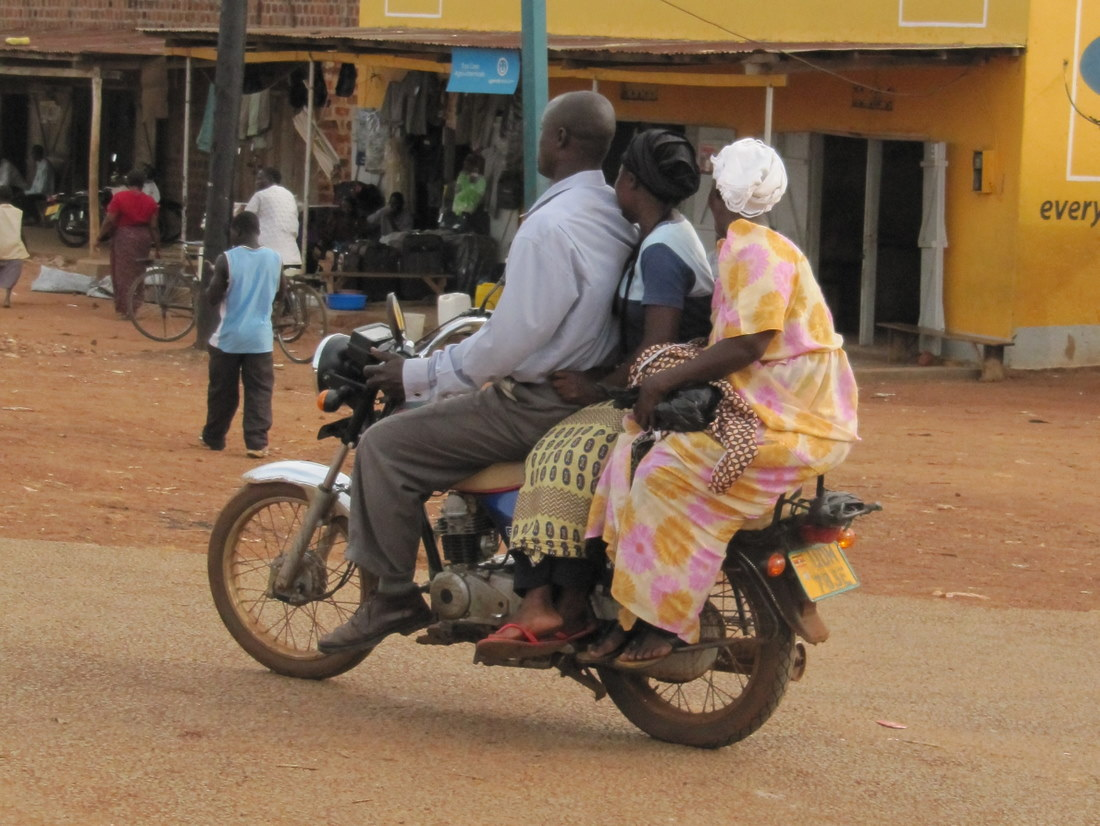
Мототакси бода-бода в Уганде

Бода-бода (англ. boda boda) — двухколёсное велосипедное и мотоциклетное такси в Восточной Африке, изначально возникшее в середине 1990-х на границе между Кенией и Угандой в районе Бусии для перевозки людей через пограничную полосу. «Бода-бода» называют как само транспортное средство, так и его водителя. По информации репортёра «Би-би-си», название происходит от призывных выкриков водителей на английском: border border — «граница-граница». В Нигерии и других странах Западной Африки мототакси называется «окада» по имени закрывшейся ныне нигерийской внутренней авиакомпании. 
По сравнению с услугами моторикш в Азии бода-бода имеет ряд преимуществ: транспортные средства бода-бода легче, мобильнее, быстрее и дешевле. Бода-бода пользуется большим спросом у населения для передвижения как в условиях узких городских улиц и возникающих вследствие этого дорожных заторов, так и сельского бездорожья. Изначально возникло на базе велосипедов, на багажниках которых устанавливались дополнительные пассажирские сидения. Такси бода-бода перешли на мотоциклы с появлением на рынке относительно дешёвых мотосредств китайского и индийского производства, например, в Уганде преобладают модели Bajaj Auto, а в Руанде — TVS Motor Company. На мотоциклах бода-бода иногда устанавливаются подножки для пассажиров. Бода-бода также осуществляют грузовые перевозки. Бода-бода представляет собой серьёзную угрозу безопасности дорожного движения. В большинстве стран региона бода-бода могут брать не более двух пассажиров. Защитные шлемы используются редко. Этот вид предпринимательской деятельности в достаточной мере урегулирован только в Руанде: в столице Кигали водители бода-бода проходят официальную регистрацию. С 2014 года в Уганде работает Safe Boda — одно из первых бода-бода с возможностью онлайн-заказа, соблюдающее стандарты безопасности, в частности, предоставляющие защитные шлемы для пассажиров.
В кенийском Кисуму 11 тыс. велосервис бода-бода обеспечивает доступный способ перемещения горожан, позволяя не терять время в уличных пробках. На велосипедах бода-бода перевозят грузы весом до 40 кг, они осуществляют посадку и высадку в любом месте и доставляют пассажира в любое место, куда не ходят автобусы и другие виды общественного транспорта, например по бездорожью. Водителям бода-бода доверяют перевозку учеников от дома до школы и обратно. Бода-бода обеспечивает занятость молодого населения города.
В округе Кибаха на востоке Танзании мотоциклетный сервис бода-бода превратился в основной вид общественного транспорта по немощёным дорогам начиная с 2007—2009 годов благодаря появлению на рынке дешёвых мотоциклов китайского производства. На рынке мотоперевозок в Кибахе занято в основном молодое население из горных районов. До этого перевозки осуществлялись в округе в основном на велосипедных такси.
На 2011 год в столице Уганды Кампале насчитывалось от 50 до 80 тыс. единиц двухколёсного общественного транспорта, что повлекло значительное снижение уровня безопасности дорожного движения в городе. В дорожных происшествиях с участием бода-бода еженедельно погибало в среднем два человека. По данным панафриканской банковской группы Standard Bank на 2013 год бода-бода занимала в экономике Уганды второе место по количеству занятого населения после сельскохозяйственного производства.
В общественном мнении такси бода-бода зачастую подозревают в криминальной деятельности: кражах, грабежах, разбойных нападениях и убийствах, так как в отсутствие регулирования преступники выдают себя за водителей бода-бода. В начале 2018 года в Уганде была арестована так называемая группа «Бода-бода 2010» с бывшим полицейским во главе, которая под крышей местной полиции безнаказанно занималась вымогательствами и рэкетом, но уже перешла к убийствам с целью грабежа.